# DNA (Band)
DNA war das Dance-Projekt der DJs Nick Batt (geboren als Nicholas Batt) und Neal Slateford (* in Bath) aus Bristol, England.

## Bandgeschichte
Das Duo DNA wurde 1990 durch den Remix des Suzanne-Vega-Songs Tom’s Diner bekannt, der sich in mehreren Ländern auf Position 1 der Charts platzierte. Dabei unterlegten sie das Original mit Computer-Beats. Weitere Singles erreichten hauptsächlich Hitparadenplätze in Großbritannien.
Von DNA gab es 1990 einen weiteren Remix eines Suzanne-Vega-Songs, Rusted Pipe, sowie im Jahr 2000 einen Radiomix von Rosemary. Mit einem neuen Mix von Loreena McKennitts The Mummers’ Dance gelang 1997 ein Nummer-1-Erfolg in den Billboard-Airplay-Charts. Ab 1998 war die aktive Zeit als DNA beendet.
Zwischen 2000 und 2005 arbeitete Nick Batt für Goldfrapp an drei Alben, Felt Mountain, Black Cherry und Supernature. Als Co-Autor von Strict Machine, einem Song vom Album Black Cherry, erhielt er einen Ivor Novello Award.

## Diskografie

### Alben
- 1991: Grooves & Remixes (Yo!)
- 1992: Taste This (EMI)

### Singles und EPs
- 1990: Tom’s Diner (feat. Suzanne Vega)
- 1990: La serenissima
- 1991: Rebel Woman
- 1991: Rusted Pipe (feat. Suzanne Vega)
- 1992: Can You Handle It? (feat. Sharon Redd)
- 1992: Blue Love (Call My Name) (und Jo Nye)
- 1992: Excerpts from “Taste This” (Cassette mit 6 Songs)